# Assistenza infermieristica
L'assistenza infermieristica è l'uso del giudizio clinico
- nell'erogazione delle cure per favorire il miglioramento, il mantenimento o il recupero della salute delle persone
- nell'affrontare problemi di salute
- nel realizzare la migliore qualità di vita possibile, quale che la malattia o la disabilità, fino alla morte.[1]

L'assistenza infermieristica quindi indica l'attività terapeutica, palliativa, riabilitativa, educativa e preventiva rivolta all'individuo, alla comunità o alla popolazione, svolta su soggetti sani o malati, al fine di recuperare uno stato di salute adeguato e prevenendo l'insorgenza di alterazioni morfo-funzionali per l'individuo e/o la comunità. Essa è pianificata, operata, diretta e valutata dal professionista infermiere.

## Storia

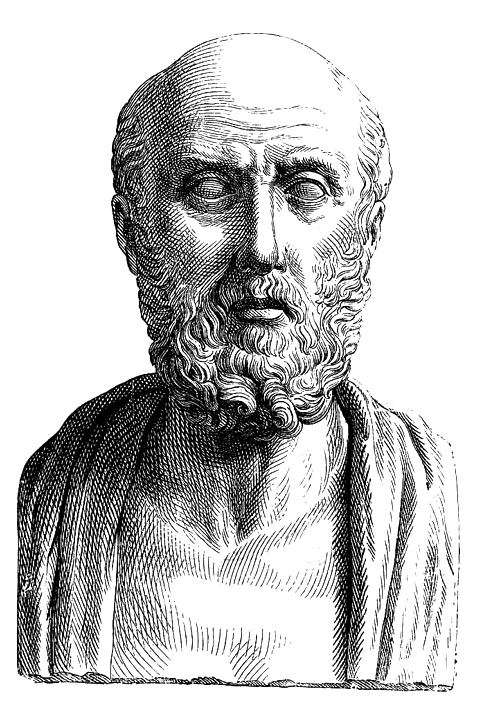
Scultura raffigurante Ippocrate.

Nel V secolo a.C., Ippocrate di Kos, studente di Chirone (considerato, secondo la mitologia, il padre della medicina), fu una delle prime persone al mondo a studiare il concetto di assistenza sanitaria, guadagnandosi così il titolo di "padre della medicina moderna". In Europa la concezione occidentale di assistenza infermieristica fu applicata inizialmente dai monaci cattolici, che si presero cura dei malati e degli infermi durante il Medioevo europeo.
A partire dall'età moderna, nell'Europa nord-atlantica il processo di evoluzione sanitaria inizia precocemente, a differenza di quella orientale e meridionale la quale avviene in modo tardivo e lento. Effettuando un paragone con il XVIII secolo, nel secolo successivo avvenne un aumento della vita media europea di circa 12 anni,

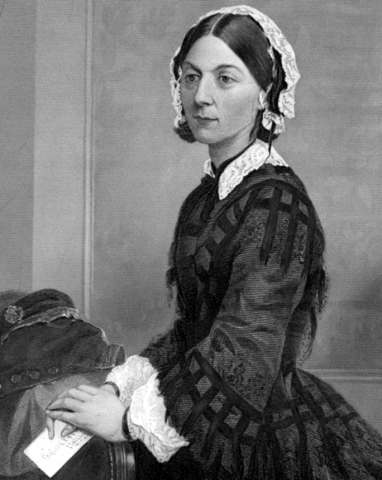
Fotografia di Florence Nightingale.

La storia della moderna scienza infermieristica, intesa dal XIX secolo ai giorni odierni, è da considerarsi un processo in ascesa, culminato dai progressi della tecnologia, della cultura generale, del sapere scientifico e del progresso intellettuale in ambito sanitario. Infatti determinante fu l'opera di Florence Nightingale, che contribuì a determinare nuovi livelli di assistenza ed in onore della quale si celebra annualmente la giornata internazionale dell'infermiere. Quest'ultima infatti lavorando per migliorare le condizioni dei soldati nella guerra di Crimea, posò la prima pietra per la creazione della professione infermieristica, con i principi riassunti nel libro "Notes of Nursing". La figura dell'infermiere intanto superò alcuni pregiudizi, come ad esempio la concezione che lo scopo principale dell'infermiere sia eseguire le indicazioni del medico. Questa tendenza di certo non è assecondata nel libro, dove i medici sono citati raramente, e spesso con tono critico, in particolare in riferimento alla relazione medico-paziente.
Nel 1853 Theodore Fliedner fondò un ospedale dove le infermiere assunte dovevano essere gentili. Molte persone furono positivamente colpite da questa scelta, e grazie a questo fu fondato il British Institute of Nursing Sisters.
Altre importanti infermiere che hanno contribuito all'evoluzione della professione sono:
- Mary Seacole, che lavorò anch'essa come infermiera in Crimea[4][5][6]; Agnes Elisabeth Jones e Linda Richards che fondarono scuole di infermieristica di alto livello negli Stati Uniti d'America e in Giappone;
- Linda Richards che fu la prima infermiera americana ufficialmente educata in modo professionale. Diplomata nel 1873 nel "New England hospital for Women and Children" a Boston.[7]

Nei primi anni del XX secolo l'era delle scuole sul modello Nightingale, con gestione autonoma e dirette da infermiere, finì. Le scuole furono controllate dagli ospedali e fu scoraggiato un apprendimento teorico. Gli ospedali e i medici vedevano le infermiere come una risorsa di lavoro gratuita o poco costosa. Lo sfruttamento non era infrequente da parte dei datori di lavoro degli infermieri, dai medici e dagli educatori. La pratica infermieristica era controllata dalla medicina. Si registrò inoltre un aumento della vita media di 25 anni. Le malattie endemiche in questi secoli sono causa di numerosi morti, quali la malaria e la tubercolosi, in quanto quest'ultima trova il suo periodo di massima diffusione nell'Ottocento con una mortalità pari al 30% dei tisici.
La Nuova Zelanda fu il primo Stato a regolamentare la figura dell'infermiere con l'adozione del Nurses Registration Act il 12 settembre 1901. Ellen Dougherty fu la prima infermiera ufficialmente registrata. La Carolina del Nord è stato il primo Stato negli Stati Uniti ad approvare la legge sulla concessione di licenze agli infermieri nel 1903.
L'età contemporanea infine ha visto la creazione dei corsi di laurea in infermieristica e l'assistenza infermieristica ha numerose riviste dedicate, per ampliare le conoscenze alla base della professione. Gli infermieri possono assumere ruoli importanti nella gestione del servizio sanitario o nella ricerca all'interno delle università.
Recentemente è nata in Italia la branca del cosiddetto Giornalismo Infermieristico, fondata da Angelo Riky Del Vecchio, giornalista, scrittore e Infermiere Magistrale nel 2012. Il primo giornale ad essere da lui fondato è stato Nurse24.it (4 ottobre 2012), poi AssoCareNews.it (7 novembre 2017), infine Nursetoday.it e Oss24ore.com.

## Modelli concettuali
La scienza infermieristica si è a lungo evoluta all'ombra della medicina, motivo per cui risultava difficile individuare il corpo di conoscenze proprio alle cure infermieristiche”. Già alla fine dell'XIX secolo Florence Nightingale sosteneva che la “natura dell'attività infermieristica esigeva un sapere proprio e distinto da quello medico”. La Nightingale è oggi ritenuta il fondatore della concezione della moderna assistenza infermieristica, in quanto per assistere i malati è indispensabile possedere conoscenze che derivano dall'esperienza oltre che da approfondite e accurate ricerche fondate sul metodo scientifico, e che sono distinte da quelle mediche.
Gli elementi che distinguono l'infermieristica dalla medicina vanno ricercati nella differenza tra il nursing e caring e del curing, quindi rispetto alla dimensione delle cure intese come bisogni dell'assistito, e del trattamento della malattia in sé e per sé. Nursing e caring sono basati su aspetti di relazione, orientamento e sviluppo delle potenzialità dell'assistito in modo indipendente dalla medicina:
« Caring in the nursing profession takes place every time a nurse-to-patient contact is made. The nurse enters the world of the patient in order to come to know the patient as a caring person, and that it is from this “epistemology” that the caring of nursing unfolds". ».
Nell'epoca moderna, la formazione dedica una particolare attenzione alla storia infermieristica, in quanto si cerca di utilizzare e sviluppare modelli teorici per la pratica infermieristica, rinforzando l'enfasi della professione sulla pratica basata sulla teoria. I modelli concettuali d'infermieristica generano conoscenze che migliorano la pratica e guidano la ricerca infermieristica. Progressivamente la professione ha sviluppato il proprio corpo di conoscenze, i concetti e le teorie continuano ad evolversi per sostenere e sviluppare sempre di più la componente intellettuale e la componente pratica dell'infermieristica. Gli impianti teorici sono fondamentali per l'evoluzione delle conoscenze infermieristiche e della pratica professionale. L'evoluzione concettuale del nursing ha inglobato anche teorie da fonti non infermieristiche, comprese le teorie dei sistemi, dei bisogni umani, del cambiamento, del problem solving e del decision making, portando così alla formazione di un corpus di conoscenze basate su evidenze scientifiche, supportate da migliaia di studi in tutti i settori dell'infermieristica, che forma oggi il nuovo professionista infermiere.
L'organizzazione razionale dell'assistenza prodotta dall'infermiere è orientato a rispondere sia a generali che più specifiche esigenze di persone malate o persone sane o anche in fin di vita (Henderson). Vari autori hanno descritto la propria visione dell'assistenza in teorie generali, e molte di queste hanno contribuito allo sviluppo di altre più specifiche in rapporto a vari contesti e situazioni dell'assistenza spesso intesa come sequenza di fasi precostituite, ma anche come relazione tra soggetti o anche come influenza (si veda Rogers e la sua scuola).
Le principali teorie infermieristiche, assieme ai loro scopi sono:
- Florence Nightingale (1860) in Notes on Nursing, What it is and what it is not: la teoria indirizza verso i principali bisogni dei malati e i principi di base di una buona assistenza sanitaria. Considera inoltre i vari tipi di ambiente: fisico, psichico e sociale, per questo la sua teorica viene definita "ambientale".[19]
- Hildegard Peplau (1952) in Interpersonal relations in Nursing: la teoria sviluppa un rapporto interpersonale fra l'assistito e l'infermiere che consta di alcune fasi fondamentali: orientamento, identificazione, utilizzazione, risoluzione;[20]
- Virginia Henderson (1955) in The nature of Nursing: assistere la persona a riacquistare la propria indipendenza, il più rapidamente possibile;
- Lydia E. Hall (1964) in Nursing-What is it?: fornire assistenza infermieristica alle persone terminato lo stato acuto di malattia;
- Dorothea Orem (1971) in Nursing: Concepts of pratice: fornire assistenza e aiutare le persone a realizzare l'autocura;[21]
- Joyce Travelbee (1971) in Interpersonal aspects of Nursing: assistere e aiutare individui, famiglie, comunità e gruppi a prevenire o ad affrontare la malattia e a guarire;
- Jean Watson (1979) in Nursing: The philosophy and science of caring: concentrarsi sui fattori curativi che derivano da una prospettiva umanistica e da conoscenze scientifiche;[22]
- Madeleine Leininger (1978) in Transcultural Nursing: prendere in considerazione i valori e le credenze dell’assistito al fine di raggiungere lo scopo precipuo dell’assistenza infermieristica.[23][24]
- Faye Glenn Abdellah: The Twenty-One Nursing Problems Theory. Better Nursing Care Through Nursing Research, Patient-Centered Approaches to Nursing. È stata una docente infermieristica e vice chirurgo generale statunitense, la prima infermiera e donna a ricoprire il ruolo di Vice del Chirurgo Generale; ha guidato la formazione dell'Istituto Nazionale di Ricerca Infermieristica presso il NIH; ha fondato e ha ricoperto il ruolo di primo preside della Scuola Superiore di Infermieristica presso l'USUHS[25]

## Il processo di assistenza
L'assistenza è uno strumento di cui il professionista adeguatamente formato si avvale, assieme ad altri strumenti scientifici, per rilevare e rispondere al bisogno di salute attraverso l'utilizzo della strategia del problem solving. Il processo di assistenza consiste nella presa in carico dell'individuo che presenti un bisogno di salute. È generalmente considerato come un approccio sistematico di risoluzione del problema che viene utilizzato nell'assistenza infermieristica individualizzata. È utilizzato dagli infermieri per identificare e trattare le risposte umane a problemi reali o potenziali, ed assisterli.
Esso possiede le seguenti caratteristiche:
- modello per erogare assistenza infermieristica ai pazienti, alle famiglie e alla comunità
- è ordinato e sistematico;
- è interdipendente;
- offre assistenza infermieristica individualizzata;
- è centrato sul paziente e sui suoi punti di forza;
- il suo uso è appropriato in tutto l'arco della vita;
- può essere usato in tutti gli ambienti.

Il processo d'assistenza:
- Promuove la collaborazione tra le varie discipline e figure professionali,
- Organizza e vigila le operazioni di vita quotidiana del paziente ,
- Incoraggia la partecipazione del paziente e promuove la sua autonomia,
- Promuove un aumento del benessere dell'individuo e della popolazione in ordine di un miglioramento continuo della qualità di vita,
- Promuove un'assistenza di tipo personalizzato,
- È efficiente (miglior rapporto costo-beneficio).

### Le fasi
Le fasi del processo infermieristico sono:
- Accertamento (assessment): nel processo di assistenza l'accertamento è la valutazione critica di elementi informativi sulle capacità dell'individuo, gruppo o famiglia, allo scopo di identificare elementi migliorabili nell'indipendenza di cura del soggetto sensibili alle azioni di nursing (non invasive, non basate su farmaci).[30][31]
- Diagnosi: diagnosticare la capacità migliorabile con l'azione del nursing, è la fase del giudizio clinico che vincola l'infermiere ad assumere una responsabilità di presa in carico o meno, alla luce dei risultati perseguibili con la sua offerta di assistenza. Le diagnosi sono giudizi del nursing che risolvono il problema interpretativo iniziale costituito da comportamenti e performance accertate non corrispondere alle attese del soggetto stesso e del professionista. Con la diagnosi la differenza viene interpretata e correlata alla probabilità di miglioramento per evoluzione spontanea o indotta dall'assistenza (pertinenza con l'ambito del nursing).
- Problemi collaborativi: Spesso citati come "problema che l'infermiere deve riconoscere e risolvere in collaborazione con le altre figure sanitarie". Questa affermazione (proposta da Linda J. Carpenito) identifica la necessaria capacità dell'infermiere di identificare un possibile complicanza, anche fatale, che si può venire a sviluppare nel paziente preso in carico e l'obbligo di farlo presente al team sanitario tutto, così da poter prevenire, ognuno secondo le proprie competenze, e secondo scienza e coscienza, qualsiasi evento avverso al paziente.
- Identificazione degli obiettivi: i risultati che il paziente raggiungerà a seguito dell'intervento infermieristico
- Pianificazione: questa fase riguarda la preparazione del programma degli interventi assistenziali che si propongono di realizzare gli obiettivi di nursing.
- Attuazione: questa è la fase attiva del processo di assistenza. Corrisponde alla implementazione del piano nell'insieme delle attività da erogare all'assistito.
- Valutazione: si riferisce al giudizio sul rapporto tra esiti e obiettivi tenuto anche conto dell'impegno in azioni, tecnologia e altre risorse (efficacia e costi sostenuti). La valutazione costituisce la condizione necessarie per le ulteriori scelte di intervento e di miglioramento possibile del programma stesso.[32][33][34]

## Nanda International
(NANDA International, 2007, p. 332.)

## State of the world’s nursing 2020
Il rapporto State of the world’s nursing 2020, stilato dall'Organizzazione Mondiale della Sanità, denuncia l'insufficienza di forza lavoro infermieristica e richiama gli stati membri a perseguire i seguenti obbiettivi:
- Incremento dei finanziamenti nell'educazione ed assunzione di più infermieri (almeno 6 milioni di nuovi posti di lavoro per infermieri entro il 2030)
- Rafforzare la capacità di raccogliere, analizzare ed interpretare i dati relativi al personale sanitario
- Educare e formare gli infermieri in competenze scientifiche, tecnologiche e sociologiche
- Promuovere posizioni di leadership
- Migliorare le condizioni di lavoro promuovendo salari equi, il diritto alla salute e alla sicurezza sul lavoro
- Rafforzare il ruolo degli infermieri nei settori strategici quali salute, istruzione, immigrazione, finanza.